# Bryocrypta asiatica
Bryocrypta asiatica är en tvåvingeart som beskrevs av Boris Mamaev 1966. Bryocrypta asiatica ingår i släktet Bryocrypta och familjen gallmyggor.
Artens utbredningsområde är Turkmenistan. Inga underarter finns listade i Catalogue of Life.